# Metasphecia
Metasphecia is een geslacht van vlinders uit de familie wespvlinders (Sesiidae), onderfamilie Sesiinae.
Metasphecia is voor het eerst wetenschappelijk beschreven door Le Cerf in 1917. De typesoort is Metasphecia vuilleti.

## Soort
Metasphecia omvat de volgende soort:
- Metasphecia vuilleti Le Cerf, 1917